# Heliconius nattereri
Heliconius nattereri là một loài bướm ngày thuộc họ Nymphalidae. Nó là loài đặc hữu của the Atlantic forest of Brazil.